# Lista de veículos oficiais do presidente dos Estados Unidos
Esta é uma lista de veículos oficiais do presidente dos Estados Unidos, do passado e os atuais.

## Veículos de Estado
- Lincoln Model K 1939 Sunshine Special, usado por Franklin D. Roosevelt. Atualmente em exposição no Museu Henry Ford.
- Lincoln Custom 1942, usado por Franklin D. Roosevelt e Harry Truman.
- Lincoln Cosmopolitan 1950, usado por Harry Truman, Dwight Eisenhower e John F. Kennedy. Atualmente em exposição no Museu Henry Ford, este veículo foi o primeiro a usar uma capota "bubbletop" à prova de balas, que foi adicionado em 1954. O carro permaneceu em serviço até 1967.
- Lincoln Continental SS-100-X 1961, usado por John F. Kennedy e Lyndon B. Johnson. Atualmente em exposição no Museu Henry Ford.
- Lincoln Continental 1965, usado por Lyndon B. Johnson.
- Lincoln Continental 1969, usado por Richard Nixon. Atualmente em exposição na Biblioteca e Museu Presidencial Richard Nixon.
- Lincoln Continental 1972, usado por Gerald Ford, Jimmy Carter e Ronald Reagan. Foi encomendado como um modelo 1970 (tem um número de série 1970) com o estilo de carroceria 1972, e atualizado mais tarde para combinar com os modelos 1977-1979. Esteve envolvido na tentativa de assassinato do presidente Ford em 1975, bem como na tentativa de assassinato do presidente Reagan em 1981. Atualmente está em exposição no Museu Henry Ford.
- Cadillac Fleetwood Brougham 1983, usado por Ronald Reagan.
- Lincoln Town Car 1989, usado por George H. W. Bush.
- Cadillac Fleetwood 1993, usado por Bill Clinton. Este foi o primeiro Cadillac que foi projetado do zero para uso como um carro de Estado. Modelos anteriores eram unidades de produção modificadas. Ele está em exposição na Biblioteca Presidencial Clinton.
- Cadillac DeVille 2001 usado por George W. Bush
- Cadillac DTS Presidential State Car 2005, usado por George W. Bush e Barack Obama.
- Cadillac 2009 "Cadillac One", usado por Barack Obama e Donald Trump.
- Ground Force One 2011, um ônibus com chassi da Prevost usado por Barack Obama.
- Cadillac 2018 usado por Donald Trump e Joe Biden. Road & Track relatou que "o design parece ser uma evolução simples do modelo antigo com dicas de design mais atuais do Cadillac, como um sedã Escalade. Ele pesa entre 15.000–20.000 libras. (6.800–9.100 kg).

## Iates
- USS Despatch (1873? – 1891), o primeiro iate presidencial; perdido na Virgínia em 1891[1]
- USS Dolphin (1897 – 1920), usado por William McKinley e mais tarde Theodore Roosevelt[1]
- USS Sylph (1898 – 1921), usado pelos presidentes William McKinley, Theodore Roosevelt, William H. Taft e Woodrow Wilson.
- USS Mayflower (1905 – 1929), usado por todos os presidentes, de Theodore Roosevelt a Calvin Coolidge.
- USS Sequoia (1931 – 1977), usado por todos os presidentes, de Herbert Hoover a Jimmy Carter, que ordenou que o velho iate fosse vendido em 1977
- USS Potomac (1936 – 1945), usado por Franklin D. Roosevelt
- USS Williamsburg (1945 – 1953), usado por Harry S. Truman. Dwight D. Eisenhower aposentou-o como um "símbolo de luxo desnecessário".
- um iate com vários nomes:[2]
  - Lenore II. Truman o usou como um apoio para o Williamsburg.
  - Barbara Anne, por Eisenhower.
  - Honey Fitz, por John F. Kennedy. O nome foi mantido por Lyndon B. Johnson.
  - Patricia, por Richard Nixon. Foi vendido em 1970 a um particular.
- Cúter/iate da Guarda Costeira dos Estados Unidos Manitou, escolhido por Kennedy em 1962;[3] vendido em 1968 para a Escola de Marinha Harry Lundeburg.[4]

## Aeronaves
Embora "Air Force One" seja comumente usado para se referir à aeronave principal do presidente, a designação é, estritamente falando, um indicativo de chamada usado para identificar qualquer aeronave da Força Aérea dos EUA em que o presidente esteja a bordo, em vez do nome de uma aeronave específica. (Veja abaixo.)
Franklin Roosevelt foi o primeiro presidente a voar em uma aeronave enquanto estava no cargo. Em janeiro de 1943, ele voou em um hidroavião Boeing 314 da Pan American Airways, chamado Dixie Clipper, para Casablanca para se encontrar com o primeiro-ministro britânico Winston Churchill. Logo se percebeu que o presidente precisaria de uma aeronave dedicada; um C-54 foi convertido para servir como aeronave presidencial e chamado Sacred Cow. Roosevelt fez apenas uma viagem no Sacred Cow. Foi para a Conferência de Ialta em fevereiro de 1945 para se encontrar com Churchill e o líder soviético Joseph Stalin para fazer planos para a reconstrução da Europa após a iminente vitória dos Aliados.
Aeronaves usadas como principal aeronave presidencial:
- Sacred Cow, VC-54C usado pelos presidentes Roosevelt e Truman de 1945 a 1947.
- Independence, VC-118 (46-0505) usado pelos presidentes Truman e Eisenhower de julho de 1947 a maio de 1953. Usado como transporte VIP de 1953 até ser aposentado em 1965.
- Columbine II, VC-121A (48-0610) usado pelos presidentes Truman e Eisenhower de novembro de 1952 a novembro de 1954. Primeira aeronave presidencial a usar o indicativo de chamada "Air Force One". Aposentado em 1959.
- Columbine III, VC-121E (53-7885) usado pelo presidente Eisenhower de 1954 a 1961. Aposentado em 1966.
- SAM 970, VC-137A/B (58-6970) usado pelos presidentes Eisenhower e Kennedy de 1959 a 1962. Uma das três aeronaves VIP em serviço de 1959 a 1996 para transportar altos funcionários do governo.
- VC-118A (53-3240) usado pelos presidentes Kennedy e Johnson de 1961 a 1969 para viagens de curta distância e para acessar aeroportos menores.
- SAM 26000, VC-137C (62-6000) usado pelos presidentes Kennedy, Johnson e Nixon de 1962 a 1972. Aposentado em 1998.
- SAM 27000 (Spirit of '76), VC-137C (72-7000) usado pelos presidentes Nixon, Ford, Carter, Reagan e George H. W. Bush de 1972 a 1990. Aposentado em 2001.
- SAM 28000, VC-25A (82-8000) usado pelos presidentes George H. W. Bush, Clinton, George W. Bush, Obama, Trump e Biden de 1990 até o presente. Sua aeronave irmã, SAM 29000 (82-9000), serve como a aeronave presidencial reserva primária.

(As datas mostradas acima são as datas em que a aeronave foi usada como a principal aeronave presidencial. A maioria foi mantida em serviço por vários anos após as datas mostradas.)
Outras aeronaves presidenciais
Além das acima citadas, uma série de outras aeronaves foram usadas por presidentes para viagens de curta duração. Abaixo está uma lista de tipos de aeronaves designadas à 89ª Ala de Transporte Aéreo para uso por, ou em apoio ao, presidente ou outros altos funcionários do governo.
Atualmente em serviço
- C-20C – Uma variante militar do Gulfstream III, atualizada e com comunicações seguras, frequentemente utilizada como aeronave reserva que acompanha a aeronave VC-25A quando ela está operando como Air Force One[5]
- C-32 – Quatro C-32A, uma variante militar do Boeing 757-200, foram adquiridos em 2002 (98-0001, 98-0002, 99-0003 e 99-0004), mais três em 2010 (09-0015, 09-0016, 09-0017) e um adicional em 2019 (19-0018).
- C-40B – Dois C-40B (01-0040 e 01-0041), uma variante militar do Boeing 737-700C, estão em serviço desde 2002.
- C-37A – Três C-37A (um entregue em 2005 e dois em 2006 com números de cauda 99-0404, 01-0027 e 01-0028), uma variante militar do Gulfstream V, estão atualmente em serviço.
- C-37B - Três C-37B (18-1942, 18-1947 e 20-1941) estão atualmente em serviço.

Anteriormente em serviço
- VC-118A (53-3240) – Uma variante militar do Douglas DC-6, em serviço de 1947 a 1965. Usado para acessar aeródromos com pistas mais curtas.
- U-4B – Dois Aero Commander U-4B (55-4647 e 55-4648) estiveram em serviço presidencial de 1956 a 1960. Aposentados em 1977.
- VC-137A/B – Três VC-137A/B (58-6970, 58-6971 e 58-6972), uma variante militar do Boeing 707, estiveram em serviço de 1959 a 1996. Essas foram as primeiras aeronaves a jato usadas para transportar o presidente dos Estados Unidos e também forneceram transporte para autoridades governamentais de alto escalão (por exemplo, primeiras-damas, vice-presidentes e secretários de estado) durante ser serviço.
- VC-137C – Quatro VC-137C, uma variante militar do Boeing 707, foram adquiridos em 1962 (62-6000), 1972 (72-7000), 1985 (85-6973) e 1987 (85-6974) respectivamente e serviram até o início da década de 2000. Os dois adquiridos em 1962 (62-6000) e 1972 (72-7000) serviram respectivamente como a principal aeronave presidencial até a aquisição de dois VC-25A em 1990.
- VC-140B – Seus VC-140B (61-2488, 61-2489, 61-2490, 61-2491, 61-2492 e 61-2493), uma variante militar do Lockheed JetStar, estiveram em serviço do início dos anos 1960 até os anos 1980.
- VC-6A - Um VC-6A (66-7943), um Beechcraft King Air B90, foi usado para transportar o presidente Johnson entre a Base Aérea Bergstrom e seu rancho familiar perto de Johnson City, Texas, de 1964 a 1969.
- Boeing VC-135B - Cinco aeronaves VC-135 (62-4125, 62-4126, 62-4127, 62-4129 e 62-4130), convertidas de aviões-tanque KC-135, estiveram em serviço no 89º MAW de 1968 a 1992. Todas foram convertidas para outras configurações.
- VC-9C – Três VC-9Cs (73-1681, 73-1682 e 73-1683), uma variante militar do McDonnell Douglas C-9, estiveram em serviço de 1976 a 2011.

O presidente e outros executivos seniores também costumam fazer uso do avião de carga Boeing C-17 Globemaster III equipado com "paletes confortáveis" para fornecer comodidades básicas enquanto viajam para zonas de guerra disfarçadas com indicativos de chamada normais não priorizados para não chamar a atenção para o fato de que um alvo de alto valor está na área. Os C-17 também costumam prosseguir com as viagens presidenciais trazendo a limusine presidencial, o Marine One e outros veículos e equipamentos do Serviço Secreto dos Estados Unidos para uma área para uma visita.
Indicativos de chamada
Os seguintes indicativos de chamada de controle de tráfego aéreo designam aeronaves que transportam o presidente:
- Air Force One, qualquer aeronave da Força Aérea dos EUA com o presidente a bordo.
- Marine One, o helicóptero presidencial.
- Army One, geralmente um helicóptero. O Exército dividiu o dever de transportar o presidente por helicóptero com o Corpo de Fuzileiros Navais dos Estados Unidos até 1976, quando este último assumiu a responsabilidade exclusiva.
- Navy One, esta designação foi usada apenas uma vez, quando em 2003 um avião S-3 Viking levou o então presidente George W. Bush ao porta-aviões USS Abraham Lincoln.
- Coast Guard One; este indicativo de chamada ainda não foi usado, embora o então vice-presidente Joe Biden tenha voado no Coast Guard Two em 2009.
- Space Force One; este indicativo de chamada ainda não foi usado.
- Executive One, qualquer aeronave civil que transporta o presidente. Esta designação foi usada apenas uma vez, quando em 1973 Richard Nixon voou com um DC-10 da United Airlines do Aeroporto Internacional Washington Dulles para o Aeroporto Internacional de Los Angeles.

## Vagões ferroviários
- United States (1865), construído entre 1863 e 1864. Abraham Lincoln nunca usou o vagão "elaboradamente equipado".[10] Após seu assassinato, seu corpo foi transportado para Springfield, Illinois, nele.
- Ferdinand Magellan (1943–1958, 1984), usado pelos presidentes Roosevelt, Truman e Eisenhower. O presidente Reagan o usou para sua rápida excursão por Ohio em 1984.